# Paul Bourdin
Pour les articles homonymes, voir Bourdin.
Paul Bourdin (né le 3 mai 1957 à Montpellier) est un athlète français, spécialiste du 400 mètres.

## Biographie
En 1981, il est sacré champion de France du 400 mètres en plein air et en salle.
Il se classe septième du relais 4 × 400 mètres lors des championnats d'Europe 1982.
Son record personnel sur 400 m, établi en 1981 lors de son titre national, est de 46 s 03.